# Campeonato de Europa de patinaje de velocidad en línea 2017
El Campeonato de Europa de patinaje de velocidad en línea de 2017, tuvo lugar del 1 al 8 de julio de 2017 en Lagos, Portugal. Fue la quinta ocasión en la que Portugal organizó el campeonato, tras la edición de 1989, 1995, 2001 y 2007.
Los participantes más exitosos fueron Francesca Lollobrigida con cinco medallas de oro para mujeres y Stefano Mareschi con tres medallas de oro para hombres.

## Mujeres
| Distancia                   | Oro                                                           | Plata                                                                    | Bronce                                                    |
| Pista                       | Pista                                                         | Pista                                                                    | Pista                                                     |
| --------------------------- | ------------------------------------------------------------- | ------------------------------------------------------------------------ | --------------------------------------------------------- |
| 200 m Sprint                | Sandrine Tas                                                  | Stien Vanhoutte                                                          | Vanessa Herzog                                            |
| 500 m Sprint                | Vanessa Herzog                                                | Francesca Lollobrigida                                                   | Jenny Peissker                                            |
| 1.000 m Sprint              | Francesca Lollobrigida                                        | Vanessa Herzog                                                           | Maite Ancín                                               |
| 10.000 m Puntos/Eliminación | Francesca Lollobrigida                                        | Sandrine Tas                                                             | Maite Ancín                                               |
| 15.000 m Eliminación        | Francesca Lollobrigida                                        | Sandrine Tas                                                             | Giulia Lollobrigida                                       |
| 3.000 m Relevos             | Alemania · Laethisia Schimek · Jenny Paissker · Josie Hofmann | España · Maite Ancín · Maialen Oñate · Sheyla Posada                     | Francia Josephine Alliaud Marine Lefeuvre Maelann Le Roux |
| Ruta                        |                                                               |                                                                          |                                                           |
| 100 m Sprint                | Vanessa Herzog                                                | Sandrine Tas                                                             | Giulia Bongiorno                                          |
| 1 Vuelta                    | Vanessa Herzog                                                | Sheyla Posada                                                            | Giulia Bongiorno                                          |
| 10.000 m Puntos             | Francesca Lollobrigida                                        | Sandrine Tas                                                             | Laura Brandolini                                          |
| 20.000 m Eliminación        | Francesca Lollobrigida                                        | Sandrine Tas                                                             | Giulia Bongiorno                                          |
| 5.000 m Relevos             | Bélgica · Sandrine Tas · Stien Vanhoutte · Anke Vos           | Italia · Francesca Lollobrigida · Giulia Lollobrigida · Laura Brandolini | España · Sheyla Posada · Maite Ancín · Maialen Oñate      |
| Larga distancia             |                                                               |                                                                          |                                                           |
| 42.195 m Marathon           | Manon Kamminga                                                | Francesca Lollobrigida                                                   | Josie Hofmann                                             |

## Hombres
| Distancia                   | Oro                                                                           | Plata                                                         | Bronce                                                     |
| Pista                       | Pista                                                                         | Pista                                                         | Pista                                                      |
| --------------------------- | ----------------------------------------------------------------------------- | ------------------------------------------------------------- | ---------------------------------------------------------- |
| 200 m Sprint                | Simon Albrecht                                                                | Darren De Souza                                               | Mathias Vosté                                              |
| 500 m Sprint                | Simon Albrecht                                                                | Ioseba Fernández                                              | Darren De Souza                                            |
| 1.000 m Sprint              | Stefano Mareschi                                                              | Bart Swings                                                   | Patxi Peula                                                |
| 10.000 m Puntos/Eliminación | Timothy Loubineaud                                                            | Bart Swings                                                   | Daniel Niero                                               |
| 15.000 m Eliminación        | Stefano Mareschi                                                              | Daniel Niero                                                  | Patxi Peula                                                |
| 3.000 m Relevos             | Bélgica · Bart Swings · Mathias Vosté · Tim Sibiet · Karel Meulders           | Alemania · Felix Rijhnen · Simon Albrecht · Thimo Kiesslich   | Francia Timothy Loubineaud Nolan Beddiaf Quentin Giraudeau |
| Ruta                        |                                                                               |                                                               |                                                            |
| 100 m Sprint                | Ioseba Fernández                                                              | Darren De Souza                                               | Sergio Borja García                                        |
| 1 Vuelta                    | Ioseba Fernéndez                                                              | Mathias Vosté                                                 | Andrea Angeletti                                           |
| 10.000 m Puntos             | Nolan Beddiaf                                                                 | Patxi Peula                                                   | Timothy Loubineaud                                         |
| 20.000 m Eliminación        | Nolan Beddiaf                                                                 | Daniel Niero                                                  | Patxi Peula                                                |
| 5.000 m Relevos             | Italia · Daniel Niero · Giuseppe Bramante · Duccio Marsili · Stefano Mareschi | Portugal Diogo Marreiros Martyn Dias David Pedro Márcio Costa | Francia Nolan Beddiaf Joris Garderes Quentin Giraudeau     |
| Larga distancia             |                                                                               |                                                               |                                                            |
| 42.195 m Marathon           | Bart Swings                                                                   | Nolan Beddiaf                                                 | Crispijn Ariens                                            |

## Medallero
| Platz | País         | Oro | Plata | Bronce | Total |
| ----- | ------------ | --- | ----- | ------ | ----- |
| 1.    | Italia       | 8   | 5     | 7      | 20    |
| 2.    | Bélgica      | 4   | 9     | 1      | 14    |
| 3.    | Francia      | 3   | 3     | 5      | 11    |
| 4.    | Alemania     | 3   | 1     | 2      | 6     |
| 5.    | Austria      | 3   | 1     | 1      | 5     |
| 6.    | España       | 2   | 4     | 7      | 13    |
| 7.    | Países Bajos | 1   | 0     | 1      | 2     |
| 8.    | Portugal     | 0   | 1     | 0      | 1     |